# Belle de Fontenay
Pour les articles homonymes, voir Fontenay.
La Belle de Fontenay est une variété française traditionnelle de pommes de terre, sélectionnée vers la fin du XIXe siècle. C'est l'une des plus anciennes variétés encore cultivées. Cependant son rendement limité, sa conservation relativement médiocre et sa sensibilité aux maladies, ont fait que sa culture a fortement régressé au profit de variétés plus récentes. Elle reste cependant très appréciée en France pour sa saveur. 
Elle porte aussi le nom de « Hénaut » ou « Hainault » (du nom de son créateur présumé) et de « Boulangère ».
C'est une variété à chair ferme, que l'on l'utilise préférentiellement pour les salades, pommes vapeur et pommes rissolées.

## Historique
L'origine de cette variété et la date de sa création ne sont pas connues avec précision.
Selon certains auteurs, elle serait apparue à Fontenay-sous-Bois (dans l'actuel département du Val-de-Marne) à la fin du XIXe siècle. Selon Dorothée Bourget (Le grand livre des variétés de pommes de terre, 1998), elle aurait été découverte par un horticulteur du nom de Hénault dans un carré de pommes de terre de la variété « Marjolin » à Fontenay-sous-Bois à une date non précisée.
Elle porte aussi le nom de « Hénaut » ou « Hainault » (du nom de son créateur présumé) et de « Boulangère », nom peut-être lié à la coutume de cuire les pommes de terre dans les fours à pain encore chauds.
Cependant la première attestation de son existence est donnée par Henry de Vilmorin (Charles-Philippe-Henry Lévêque de Vilmorin) dans son Catalogue méthodique et synonymique des principales variétés de pommes de terre paru en 1886. L'auteur dit l'avoir reçue en 1885 d'un certain Joseph Rigault, cultivateur de pommes de terre à Groslay (commune située dans le Val-d'Oise actuel). 
Il est à noter que l'ouvrage « Les plantes potagères », publié par Vilmorin-Andrieux et Cie (2e édition 1891), ne la mentionne pas, mais on y trouve, parmi les variétés « jaunes longues », une variété appelée « pomme de terre “Joseph Rigault” » dont la description est très proche de celle de la « Belle de Fontenay ».

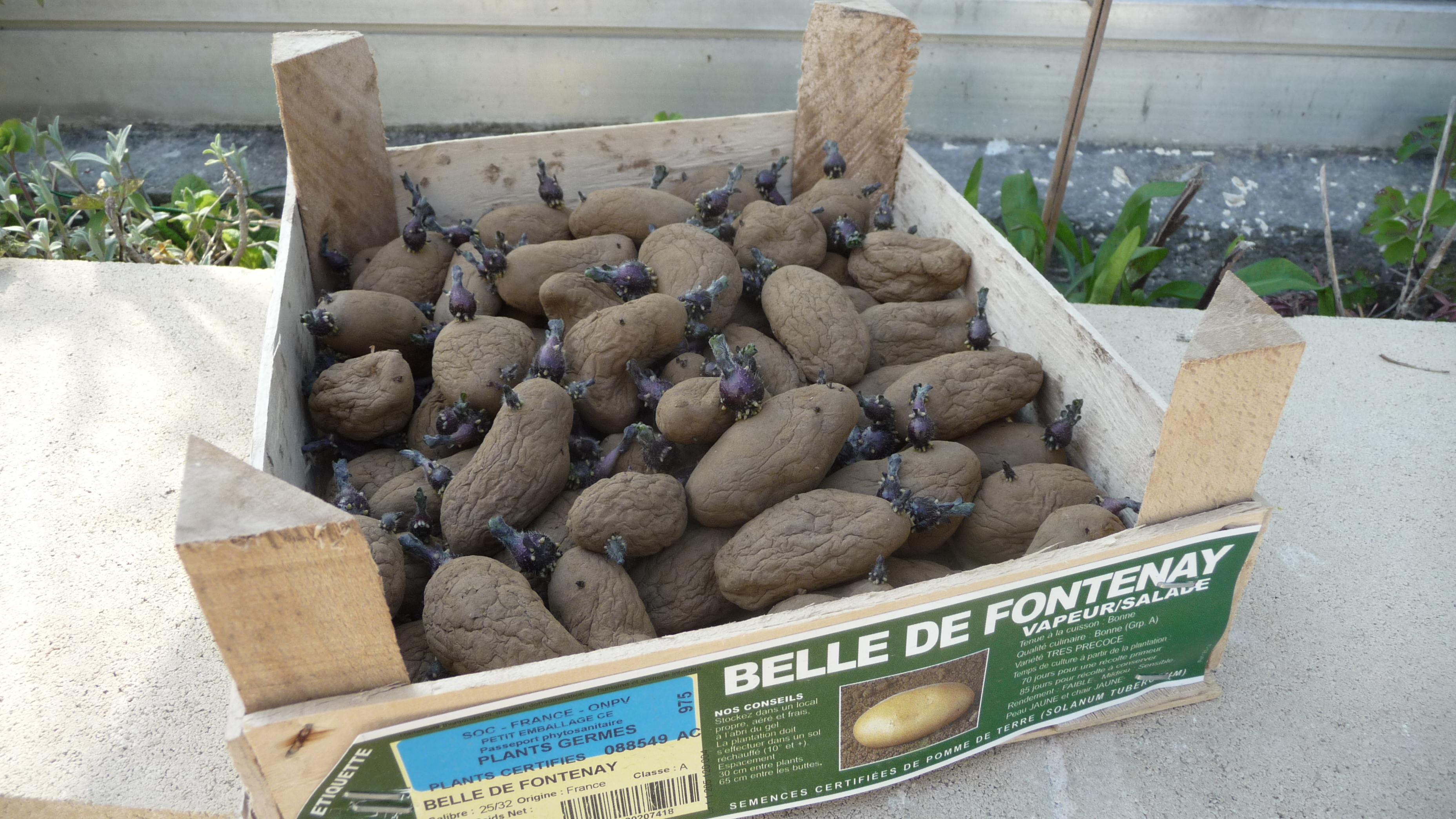
Caissette de plants germés certifiés.

Elle a été inscrite au catalogue officiel des espèces et variétés végétales  dès sa création en France en 1935 et y figure toujours. 
La « Belle de Fontenay » est cultivée depuis le début du XXe siècle dans le Loiret, dans des sols alluvionnaires des bords de Loire, devenant la spécialité du syndicat des producteurs de plants de la vallée moyenne de la Loire. Cependant, comme beaucoup de variétés anciennes, cette pomme de terre était affectée par le syndrome de « dégénérescence », que l'on attribuait autrefois à une sénilité des plants qui allait s'aggravant au fil des années et qui affectait sérieusement sa productivité. Pour lutter contre ce phénomène, on recourait principalement à l'épuration manuelle, qui consistait à éliminer dans les champs les pieds les plus affectés pour ne garder que les plants sains. Cela obligeait parfois à éliminer jusqu'à 80 % des pieds. 
Cette situation, qui était en fait due à l'accumulation au fil des générations des infections virales, bactériennes et fongiques, a failli conduire à l'élimination de la variété après le Seconde Guerre mondiale. Elle a été sauvée grâce à une nouvelle technique de biotechnologie : la culture de méristèmes.
En 1949, Pierre Limasset, chercheur à l'institut national de la recherche agronomique, découvre que les méristèmes apicaux de plants de tabacs infectés sont exempts de virus ; cette découverte permettra en 1954 d'envisager la culture des méristèmes, en milieu aseptisé, pour régénérer des pieds sains, qui seront utilisés pour remplacer toute une population condamnée et ainsi sauver la variété.
En 1967, une production de « Belle de Fontenay » de la coopérative de Chécy (Loiret) est la deuxième production végétale, après l'ail rose de Lautrec (1966), à obtenir le label rouge. Le cahier des charges de cette appellation (Pommes de terre de consommation « Belle de Fontenay » nature ou sous vide pelées cuites entières ou en lamelles ou en cubes  - LA/05/67) a été homologué en 1996.
Au début des années 1990, la « Belle de Fontenay » était cultivée en France sur environ 200 hectares pour la production de plants certifiés, se situant au 17e rang des variétés cultivées dans ce but, loin derrière « Bintje », « Kaptah Vandel » (variété féculière), « Charlotte » et « Spunta ».

## Description

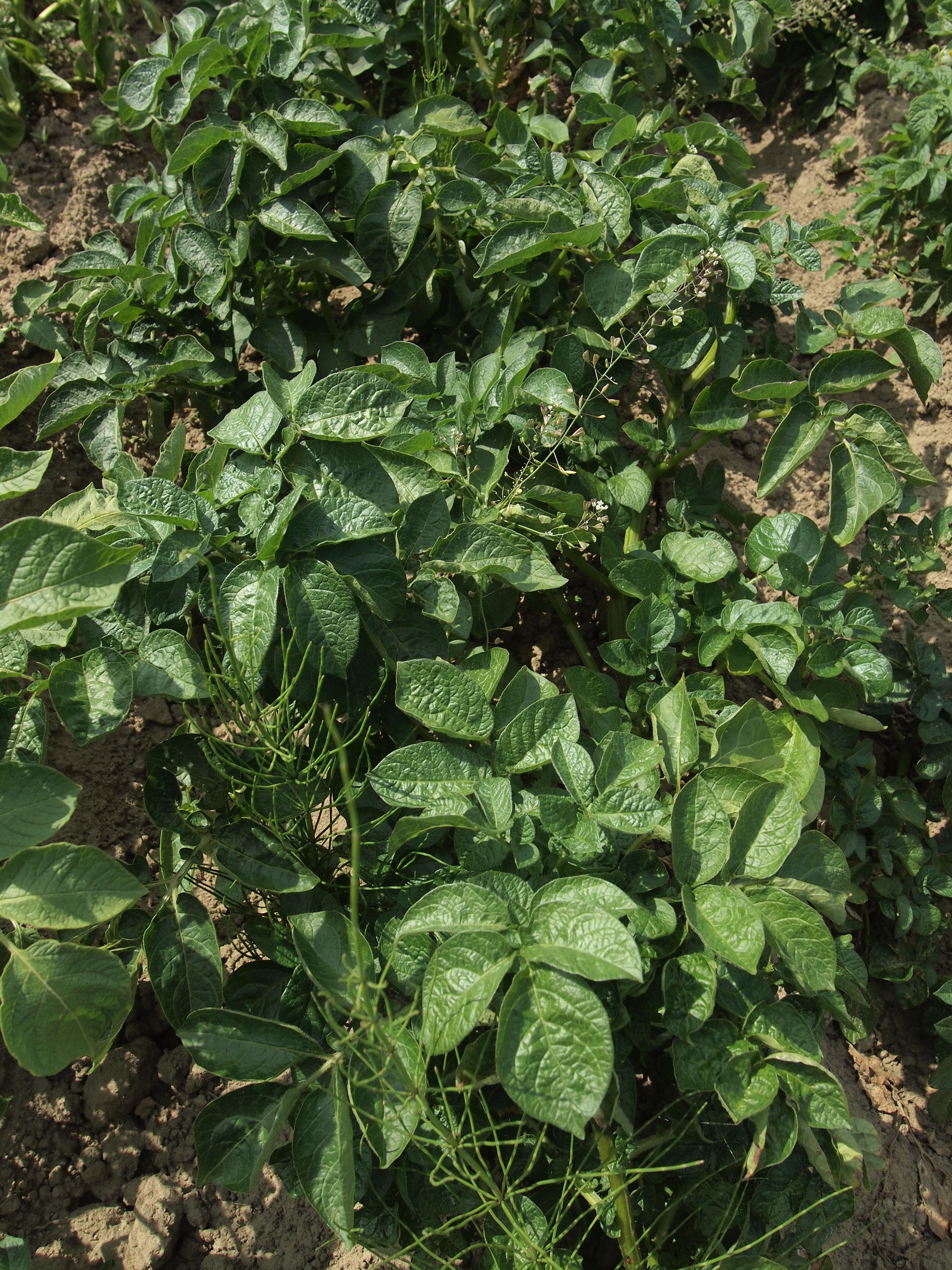
Port général de la plante.

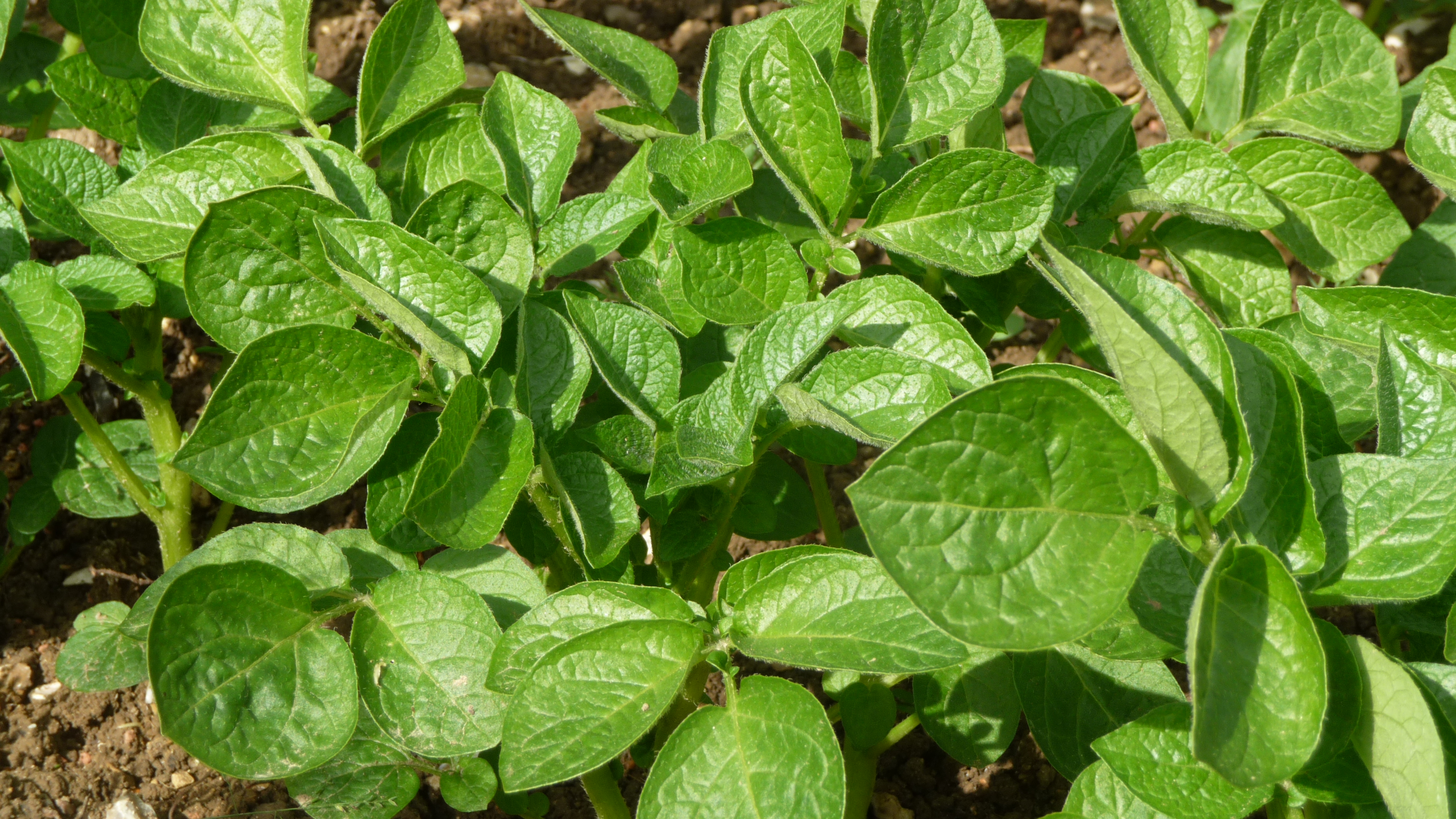
Feuilles (détail).

La « Belle de Fontenay » est une plante de taille moyenne à port semi-dressé, au feuillage retombant à maturité.
Les tiges sont moyennement pigmentées dans les entre nœuds. Les feuilles, glabres, d'un vert franc et luisant, sont composées de folioles ovales arrondies (rapport longueur/largeur = 1,6), relativement tronquées, avec une à deux paires de folioles intermédiaires. 
L'inflorescence, simple, compte de deux à trois fleurs. Celles-ci ont une corolle bleue à pointes blanches. La fructification est pratiquement nulle. Les stolons sont courts.
Les tubercules, à peau lisse jaune clair et aux yeux superficiels, ont une chair jaune foncé, rougissant à l'air.  Ils sont claviformes, assez réguliers, de taille moyenne. Les germes sont colorés en violet.

## Caractéristiques agronomiques
La « Belle de Fontenay » est une plante bien adaptée à la culture maraîchère, qui préfère les sols sablo-limoneux. Son rendement moyen, relativement faible, est estimé à 70 % de celui de la variété de référence ('Bintje'). Elle serait meilleure sur le plan gustatif lorsqu'elle est cultivée dans des sols pauvres. On dit que « l'engrais tue son goût ».
Le repos végétatif est moyen. Les tubercules ont une durée de conservation assez faible (note 2/9).
La variété est sensible au mildiou du feuillage et très sensible au mildiou des tubercules. Elle est sensible au virus X, au virus Y et au virus de l'enroulement, mais résistante au virus A. Elle n'est pas attaquée par la galle verruqueuse, mais est sensible au nématode doré (Globodera rostochiensis), pathotype RO 1-4.

## Caractéristiques culinaires
La variété « Belle de Fontenay » est classée dans le groupe A des types culinaires de la pomme de terre, qui est celui des pommes de terre dites « à chair ferme », se délitant peu à la cuisson. Ces pommes de terre se caractérisent par une teneur en matière sèche relativement faible (17 à 19 %) et sont considérées comme excellentes pour les salades, les pommes vapeur ou les pommes de terre en robe des champs, et bonnes pour les pommes rissolées, les gratins, les pommes de terre en sauces. Elles sont déconseillées pour la préparation de frites, purées, pommes au four et potages.
Cette pomme de terre n'est pas sensible au noircissement après cuisson et la coloration à la friture est faible.

## Descendance
La « Belle de Fontenay » a été utilisée pour créer de nouveaux cultivars préservant ses qualités gustatives tout en améliorant ses performances agronomiques, rendement et résistance aux maladies. Elle est à l'origine d'une demi-douzaine de cultivars de première génération, dont « Belka », « Malika »  et « BF 15 ».
La dernière citée, « BF 15 », issue du croisement « Belle de Fontenay » x « Flava », est une obtention de l'INRA en 1947. Cette variété est plus productive que la Belle de Fontenay, mais un peu plus grosse, un peu plus farineuse et un peu moins précoce. Elle était encore assez cultivée dans les années 1990 (neuvième position en France pour la production de plants en 1991), mais a fortement décliné depuis, concurrencée notamment par la variété « Charlotte ».